# ساروس خورشیدی ۱۲۰
ساروس ۱۲۰ دوره‌ای زمانی با چرخه‌ای حدود ۱۸ سال و ۱۱ روز و ۸ ساعت (تقریباً ۶۵۸۵ و یک سوم روز) است که شامل ۷۱ خورشیدگرفتگی می‌شود.

## رخدادها
| ساروس | عضو | تاریخ                       | زمان (بزرگ‌ترین) ساعت هماهنگ جهانی | نوع    | مکان طول و عرض جغرافیایی | گاما    | قدر    | گُستره (km) | مدت زمان (دقیقه: ثانیه) | منبع |
| ----- | --- | --------------------------- | --------------------------------- | ------ | ------------------------ | ------- | ------ | ---------- | ----------------------- | ---- |
| ۱۲۰   | ۱   | ۲۷ مه ۹۳۳                   | ۴:۱۰:۴۱                           | جزئی   | 67.7S 132.3E             | -1.5258 | 0.063  |            |                         |      |
| ۱۲۰   | ۲   | ۷ ژوئن ۹۵۱                  | ۱۰:۳۳:۳۶                          | جزئی   | 66.7S 25.1E              | -1.4414 | 0.2073 |            |                         |      |
| ۱۲۰   | ۳   | ۱۷ ژوئن ۹۶۹                 | ۱۶:۵۴:۲۶                          | جزئی   | 65.7S 81W                | -1.3547 | 0.3558 |            |                         |      |
| ۱۲۰   | ۴   | ۲۸ ژوئن ۹۸۷                 | ۲۳:۱۷:۳۱                          | جزئی   | 64.8S 172.8E             | -1.269  | 0.5024 |            |                         |      |
| ۱۲۰   | ۵   | ۹ ژوئیه ۱۰۰۵                | ۵:۴۲:۱۸                           | جزئی   | 63.9S 66.5E              | -1.1837 | 0.6481 |            |                         |      |
| ۱۲۰   | ۶   | ۲۰ ژوئیه ۱۰۲۳               | ۱۲:۱۱:۲۹                          | جزئی   | 63S 40.6W                | -1.1015 | 0.7883 |            |                         |      |
| ۱۲۰   | ۷   | ۳۰ ژوئیه ۱۰۴۱               | ۱۸:۴۵:۴۴                          | جزئی   | 62.3S 148.7W             | -1.0226 | 0.9223 |            |                         |      |
| ۱۲۰   | ۸   | ۱۱ اوت ۱۰۵۹                 | ۱:۲۷:۳۰                           | حلقه‌ای | 49.9S 125.8E             | -۰٫۹۴۹۳ | ۰٫۹۳۳۷ | ۷۷۵        | ۶ دقیقه و ۱۰ ثانیه      |      |
| ۱۲۰   | ۹   | ۲۱ اوت ۱۰۷۷                 | ۸:۱۷:۱۱                           | حلقه‌ای | 43.9S 27E                | -۰٫۸۸۱۷ | ۰٫۹۳۴۴ | ۵۰۲        | ۶ دقیقه و ۲۱ ثانیه      |      |
| ۱۲۰   | ۱۰  | ۱ سپتامبر ۱۰۹۵              | ۱۵:۱۴:۳۹                          | حلقه‌ای | 41.2S 76W                | -۰٫۸۱۹۷ | ۰٫۹۳۴۳ | ۴۱۴        | ۶ دقیقه و ۲۴ ثانیه      |      |
| ۱۲۰   | ۱۱  | ۱۱ سپتامبر ۱۱۱۳             | ۲۲:۲۲:۴۱                          | حلقه‌ای | 40.5S 177.7E             | -۰٫۷۶۵۸ | ۰٫۹۳۳۶ | ۳۷۳        | ۶ دقیقه و ۲۴ ثانیه      |      |
| ۱۲۰   | ۱۲  | ۲۳ سپتامبر ۱۱۳۱             | ۵:۳۹:۵۴                           | حلقه‌ای | 41.2S 68.9E              | -۰٫۷۱۸۸ | ۰٫۹۳۲۸ | ۳۵۱        | ۶ دقیقه و ۲۴ ثانیه      |      |
| ۱۲۰   | ۱۳  | ۳ اکتبر ۱۱۴۹                | ۱۳:۰۸:۱۱                          | حلقه‌ای | 43S 42.7W                | -۰٫۶۸۰۲ | ۰٫۹۳۲  | ۳۳۹        | ۶ دقیقه و ۲۴ ثانیه      |      |
| ۱۲۰   | ۱۴  | ۱۴ اکتبر ۱۱۶۷               | ۲۰:۴۴:۴۱                          | حلقه‌ای | 45.4S 156W               | -۰٫۶۴۷۷ | ۰٫۹۳۱۳ | ۳۳۲        | ۶ دقیقه و ۲۴ ثانیه      |      |
| ۱۲۰   | ۱۵  | ۲۵ اکتبر ۱۱۸۵               | ۴:۳۱:۵۶                           | حلقه‌ای | 48.4S 88.5E              | -۰٫۶۲۳۳ | ۰٫۹۳۰۸ | ۳۲۸        | ۶ دقیقه و ۲۴ ثانیه      |      |
| ۱۲۰   | ۱۶  | ۵ نوامبر ۱۲۰۳               | ۱۲:۲۵:۵۴                          | حلقه‌ای | 51.4S 27.9W              | -۰٫۶۰۳۷ | ۰٫۹۳۰۷ | ۳۲۳        | ۶ دقیقه و ۲۳ ثانیه      |      |
| ۱۲۰   | ۱۷  | ۱۵ نوامبر ۱۲۲۱              | ۲۰:۲۷:۲۸                          | حلقه‌ای | 54.2S 145W               | -۰٫۵۹   | ۰٫۹۳۱  | ۳۱۹        | ۶ دقیقه و ۲۰ ثانیه      |      |
| ۱۲۰   | ۱۸  | ۲۷ نوامبر ۱۲۳۹              | ۴:۳۳:۳۵                           | حلقه‌ای | 56.5S 98.1E              | -۰٫۵۷۹۵ | ۰٫۹۳۱۸ | ۳۱۳        | ۶ دقیقه و ۱۶ ثانیه      |      |
| ۱۲۰   | ۱۹  | ۷ دسامبر ۱۲۵۷               | ۱۲:۴۴:۳۶                          | حلقه‌ای | 57.9S 18.9W              | -۰٫۵۷۲۵ | ۰٫۹۳۳۲ | ۳۰۵        | ۶ دقیقه و ۹ ثانیه       |      |
| ۱۲۰   | ۲۰  | ۱۸ دسامبر ۱۲۷۵              | ۲۰:۵۶:۳۴                          | حلقه‌ای | 58S 135.5W               | -۰٫۵۶۵۷ | ۰٫۹۳۵۲ | ۲۹۴        | ۶ دقیقه و ۰ ثانیه       |      |
| ۱۲۰   | ۲۱  | ۲۹ دسامبر ۱۲۹۳              | ۵:۰۹:۱۲                           | حلقه‌ای | 56.8S 107.6E             | -۰٫۵۵۸۸ | ۰٫۹۳۷۹ | ۲۷۹        | ۵ دقیقه و ۴۸ ثانیه      |      |
| ۱۲۰   | ۲۲  | ۹ ژانویه ۱۳۱۲               | ۱۳:۲۰:۰۳                          | حلقه‌ای | 54.3S 10.2W              | -۰٫۵۵   | ۰٫۹۴۱۳ | ۲۶۱        | ۵ دقیقه و ۳۳ ثانیه      |      |
| ۱۲۰   | ۲۳  | ۱۹ ژانویه ۱۳۳۰              | ۲۱:۲۸:۴۸                          | حلقه‌ای | 50.6S 129W               | -۰٫۵۳۹۱ | ۰٫۹۴۵۲ | ۲۴۰        | ۵ دقیقه و ۱۶ ثانیه      |      |
| ۱۲۰   | ۲۴  | ۳۱ ژانویه ۱۳۴۸              | ۵:۳۱:۳۴                           | حلقه‌ای | 46S 111.9E               | -۰٫۵۲۲۶ | ۰٫۹۴۹۹ | ۲۱۶        | ۴ دقیقه و ۵۵ ثانیه      |      |
| ۱۲۰   | ۲۵  | ۱۰ فوریه ۱۳۶۶               | ۱۳:۲۹:۵۵                          | حلقه‌ای | 40.6S 7.4W               | -۰٫۵۰۱۶ | ۰٫۹۵۴۹ | ۱۹۰        | ۴ دقیقه و ۳۲ ثانیه      |      |
| ۱۲۰   | ۲۶  | ۲۱ فوریه ۱۳۸۴               | ۲۱:۲۰:۴۵                          | حلقه‌ای | 34.6S 126W               | -۰٫۴۷۳۸ | ۰٫۹۶۰۵ | ۱۶۲        | ۴ دقیقه و ۵ ثانیه       |      |
| ۱۲۰   | ۲۷  | ۴ مارس ۱۴۰۲                 | ۵:۰۶:۳۹                           | حلقه‌ای | 28.2S 115.9E             | -۰٫۴۴۱  | ۰٫۹۶۶۵ | ۱۳۴        | ۳ دقیقه و ۳۴ ثانیه      |      |
| ۱۲۰   | ۲۸  | ۱۴ مارس ۱۴۲۰                | ۱۲:۴۲:۵۷                          | حلقه‌ای | 21.4S 0.3W               | -۰٫۳۹۹۴ | ۰٫۹۷۲۷ | ۱۰۶        | ۲ دقیقه و ۵۹ ثانیه      |      |
| ۱۲۰   | ۲۹  | ۲۵ مارس ۱۴۳۸                | ۲۰:۱۴:۲۳                          | حلقه‌ای | 14.5S 115.5W             | -۰٫۳۵۲۹ | ۰٫۹۷۹  | ۸۰         | ۲ دقیقه و ۲۱ ثانیه      |      |
| ۱۲۰   | ۳۰  | ۵ آوریل ۱۴۵۶                | ۳:۳۷:۱۴                           | حلقه‌ای | 7.3S 131.5E              | -۰٫۲۹۸  | ۰٫۹۸۵۳ | ۵۴         | ۱ دقیقه و ۴۰ ثانیه      |      |
| ۱۲۰   | ۳۱  | ۱۶ آوریل ۱۴۷۴               | ۱۰:۵۵:۴۸                          | حلقه‌ای | 0.2S 19.7E               | -۰٫۲۳۸۷ | ۰٫۹۹۱۶ | ۳۰         | ۰ دقیقه و ۵۸ ثانیه      |      |
| ۱۲۰   | ۳۲  | ۲۶ آوریل ۱۴۹۲               | ۱۸:۰۷:۱۰                          | حلقه‌ای | 6.8N 90W                 | -۰٫۱۷۲۳ | ۰٫۹۹۷۶ | ۸          | ۰ دقیقه و ۱۶ ثانیه      |      |
| ۱۲۰   | ۳۳  | ۸ مه ۱۵۱۰                   | ۱:۱۶:۱۵                           | مرکب   | 13.5N 161.4E             | -۰٫۱۰۳  | ۱٫۰۰۳۳ | ۱۲         | ۰ دقیقه و ۲۲ ثانیه      |      |
| ۱۲۰   | ۳۴  | ۱۸ مه ۱۵۲۸                  | ۸:۲۱:۰۵                           | مرکب   | 19.9N 54.6E              | -۰٫۰۲۹  | ۱٫۰۰۸۵ | ۲۹         | ۰ دقیقه و ۵۶ ثانیه      |      |
| ۱۲۰   | ۳۵  | ۲۹ مه ۱۵۴۶                  | ۱۵:۲۴:۴۰                          | مرکب   | 25.7N 51W                | ۰٫۰۴۷   | ۱٫۰۱۳۳ | ۴۶         | ۱ دقیقه و ۲۴ ثانیه      |      |
| ۱۲۰   | ۳۶  | ۸ ژوئن ۱۵۶۴                 | ۲۲:۲۶:۴۹                          | مرکب   | 30.8N 155.4W             | ۰٫۱۲۵۳  | ۱٫۰۱۷۴ | ۶۰         | ۱ دقیقه و ۴۴ ثانیه      |      |
| ۱۲۰   | ۳۷  | ۲۰ ژوئن ۱۵۸۲                | ۵:۳۰:۲۷                           | کامل   | 35N 100.8E               | ۰٫۲۰۳۲  | ۱٫۰۲۱  | ۷۳         | ۱ دقیقه و ۵۹ ثانیه      |      |
| ۱۲۰   | ۳۸  | ۱۰ ژوئیه ۱۶۰۰               | ۱۲:۳۵:۵۸                          | کامل   | 38.2N 2.7W               | ۰٫۲۸۰۴  | ۱٫۰۲۳۸ | ۸۴         | ۲ دقیقه و ۸ ثانیه       |      |
| ۱۲۰   | ۳۹  | ۲۱ ژوئیه ۱۶۱۸               | ۱۹:۴۴:۳۰                          | کامل   | 40.4N 106.3W             | ۰٫۳۵۵۸  | ۱٫۰۲۶  | ۹۴         | ۲ دقیقه و ۱۳ ثانیه      |      |
| ۱۲۰   | ۴۰  | ۱ اوت ۱۶۳۶                  | ۲:۵۸:۱۵                           | کامل   | 41.5N 148.9E             | ۰٫۴۲۷۹  | ۱٫۰۲۷۵ | ۱۰۳        | ۲ دقیقه و ۱۵ ثانیه      |      |
| ۱۲۰   | ۴۱  | ۱۲ اوت ۱۶۵۴                 | ۱۰:۱۷:۴۳                          | کامل   | 41.7N 42.5E              | ۰٫۴۹۶۲  | ۱٫۰۲۸۵ | ۱۱۰        | ۲ دقیقه و ۱۶ ثانیه      |      |
| ۱۲۰   | ۴۲  | ۲۲ اوت ۱۶۷۲                 | ۱۷:۴۴:۰۶                          | کامل   | 41.2N 66.2W              | ۰٫۵۵۹۴  | ۱٫۰۲۸۸ | ۱۱۷        | ۲ دقیقه و ۱۵ ثانیه      |      |
| ۱۲۰   | ۴۳  | ۳ سپتامبر ۱۶۹۰              | ۱:۱۷:۴۷                           | کامل   | 40.3N 177.4W             | ۰٫۶۱۷۳  | ۱٫۰۲۸۷ | ۱۲۲        | ۲ دقیقه و ۱۳ ثانیه      |      |
| ۱۲۰   | ۴۴  | ۱۴ سپتامبر ۱۷۰۸             | ۹:۰۰:۲۲                           | کامل   | 39.2N 68.3E              | ۰٫۶۶۸۵  | ۱٫۰۲۸۱ | ۱۲۶        | ۲ دقیقه و ۱۰ ثانیه      |      |
| ۱۲۰   | ۴۵  | ۲۵ سپتامبر ۱۷۲۶             | ۱۶:۵۱:۴۵                          | کامل   | 38N 49W                  | ۰٫۷۱۳۴  | ۱٫۰۲۷۳ | ۱۲۹        | ۲ دقیقه و ۷ ثانیه       |      |
| ۱۲۰   | ۴۶  | ۶ اکتبر ۱۷۴۴                | ۰:۵۱:۲۴                           | کامل   | 37N 169.1W               | ۰٫۷۵۲۱  | ۱٫۰۲۶۳ | ۱۳۲        | ۲ دقیقه و ۴ ثانیه       |      |
| ۱۲۰   | ۴۷  | ۱۷ اکتبر ۱۷۶۲               | ۹:۰۰:۳۴                           | کامل   | 36.2N 67.6E              | ۰٫۷۸۳۶  | ۱٫۰۲۵۳ | ۱۳۵        | ۲ دقیقه و ۲ ثانیه       |      |
| ۱۲۰   | ۴۸  | ۲۷ اکتبر ۱۷۸۰               | ۱۷:۱۸:۲۷                          | کامل   | 35.6N 58.6W              | ۰٫۸۰۸۳  | ۱٫۰۲۴۴ | ۱۳۸        | ۲ دقیقه و ۰ ثانیه       |      |
| ۱۲۰   | ۴۹  | ۸ نوامبر ۱۷۹۸               | ۱:۴۴:۳۹                           | کامل   | 35.1N 172.5E             | ۰٫۸۲۷   | ۱٫۰۲۳۷ | ۱۴۱        | ۱ دقیقه و ۵۹ ثانیه      |      |
| ۱۲۰   | ۵۰  | ۱۹ نوامبر ۱۸۱۶              | ۱۰:۱۷:۲۳                          | کامل   | 35N 41.5E                | ۰٫۸۴۰۸  | ۱٫۰۲۳۳ | ۱۴۴        | ۲ دقیقه و ۰ ثانیه       |      |
| ۱۲۰   | ۵۱  | ۳۰ نوامبر ۱۸۳۴              | ۱۸:۵۶:۳۵                          | کامل   | 34.9N 91.6W              | ۰٫۸۴۹۸  | ۱٫۰۲۳۳ | ۱۵۰        | ۲ دقیقه و ۲ ثانیه       |      |
| ۱۲۰   | ۵۲  | ۱۱ دسامبر ۱۸۵۲              | ۳:۴۰:۴۴                           | کامل   | 35.2N 133.9E             | ۰٫۸۵۵۱  | ۱٫۰۲۳۷ | ۱۵۶        | ۲ دقیقه و ۵ ثانیه       |      |
| ۱۲۰   | ۵۳  | خورشیدگرفتگی ۲۲ دسامبر ۱۸۷۰ | ۱۲:۲۷:۳۳                          | کامل   | 35.7N 1.5W               | ۰٫۸۵۸۵  | ۱٫۰۲۴۸ | ۱۶۵        | ۲ دقیقه و ۱۱ ثانیه      |      |
| ۱۲۰   | ۵۴  | خورشیدگرفتگی ۱ ژانویه ۱۸۸۹  | ۲۱:۱۶:۵۰                          | کامل   | 36.7N 137.6W             | ۰٫۸۶۰۳  | ۱٫۰۲۶۲ | ۱۷۵        | ۲ دقیقه و ۱۷ ثانیه      |      |
| ۱۲۰   | ۵۵  | خورشیدگرفتگی ۱۴ ژانویه ۱۹۰۷ | ۶:۰۵:۴۳                           | کامل   | 38.3N 86.4E              | ۰٫۸۶۲۸  | ۱٫۰۲۸۱ | ۱۸۹        | ۲ دقیقه و ۲۵ ثانیه      |      |
| ۱۲۰   | ۵۶  | خورشیدگرفتگی ۲۴ ژانویه ۱۹۲۵ | ۱۴:۵۴:۰۳                          | کامل   | 40.5N 49.6W              | ۰٫۸۶۶۱  | ۱٫۰۳۰۴ | ۲۰۶        | ۲ دقیقه و ۳۲ ثانیه      |      |
| ۱۲۰   | ۵۷  | خورشیدگرفتگی ۴ فوریه ۱۹۴۳   | ۲۳:۳۸:۱۰                          | کامل   | 43.6N 175.1E             | ۰٫۸۷۳۴  | ۱٫۰۳۳۱ | ۲۲۹        | ۲ دقیقه و ۳۹ ثانیه      |      |
| ۱۲۰   | ۵۸  | خورشیدگرفتگی ۱۵ فوریه ۱۹۶۱  | ۸:۱۹:۴۸                           | کامل   | 47.4N 40E                | ۰٫۸۸۳   | ۱٫۰۳۶  | ۲۵۸        | ۲ دقیقه و ۴۵ ثانیه      |      |
| ۱۲۰   | ۵۹  | خورشیدگرفتگی ۲۶ فوریه ۱۹۷۹  | ۱۶:۵۵:۰۶                          | کامل   | 52.1N 94.5W              | ۰٫۸۹۸۱  | ۱٫۰۳۹۱ | ۲۹۸        | ۲ دقیقه و ۴۹ ثانیه      |      |
| ۱۲۰   | ۶۰  | خورشیدگرفتگی ۹ مارس ۱۹۹۷    | ۱:۲۴:۵۱                           | کامل   | 57.8N 130.7E             | ۰٫۹۱۸۳  | ۱٫۰۴۲  | ۳۵۶        | ۲ دقیقه و ۵۰ ثانیه      |      |
| ۱۲۰   | ۶۱  | خورشیدگرفتگی ۲۰ مارس ۲۰۱۵   | ۹:۴۶:۴۷                           | کامل   | 64.4N 6.6W               | ۰٫۹۴۵۴  | ۱٫۰۴۴۵ | ۴۶۳        | ۲ دقیقه و ۴۷ ثانیه      |      |
| ۱۲۰   | ۶۲  | خورشیدگرفتگی ۳۰ مارس ۲۰۳۳   | ۱۸:۰۲:۳۶                          | کامل   | 71.3N 155.8W             | ۰٫۹۷۷۸  | ۱٫۰۴۶۲ | ۷۸۱        | ۲ دقیقه و ۳۷ ثانیه      |      |
| ۱۲۰   | ۶۳  | خورشیدگرفتگی ۱۱ آوریل ۲۰۵۱  | ۲:۱۰:۳۹                           | جزئی   | 71.6N 32.2E              | 1.0169  | 0.9849 |            |                         |      |
| ۱۲۰   | ۶۴  | خورشیدگرفتگی ۲۱ آوریل ۲۰۶۹  | ۱۰:۱۱:۰۹                          | جزئی   | 71N 101.3W               | 1.0624  | 0.8992 |            |                         |      |
| ۱۲۰   | ۶۵  | خورشیدگرفتگی ۲ مه ۲۰۸۷      | ۱۸:۰۴:۴۲                          | جزئی   | 70.3N 127.6E             | 1.1139  | 0.8011 |            |                         |      |
| ۱۲۰   | ۶۶  | ۱۴ مه ۲۱۰۵                  | ۱:۵۲:۰۶                           | جزئی   | 69.4N 1.4W               | 1.1708  | 0.6921 |            |                         |      |
| ۱۲۰   | ۶۷  | ۲۵ مه ۲۱۲۳                  | ۹:۳۳:۲۷                           | جزئی   | 68.5N 128.2W             | 1.2325  | 0.5729 |            |                         |      |
| ۱۲۰   | ۶۸  | ۴ ژوئن ۲۱۴۱                 | ۱۷:۰۹:۵۹                          | جزئی   | 67.5N 106.7E             | 1.2981  | 0.4458 |            |                         |      |
| ۱۲۰   | ۶۹  | ۱۶ ژوئن ۲۱۵۹                | ۰:۴۲:۴۴                           | جزئی   | 66.5N 17W                | 1.3668  | 0.3124 |            |                         |      |
| ۱۲۰   | ۷۰  | ۲۶ ژوئن ۲۱۷۷                | ۸:۱۳:۲۸                           | جزئی   | 65.5N 139.8W             | 1.4371  | 0.1758 |            |                         |      |
| ۱۲۰   | ۷۱  | ۷ ژوئیه ۲۱۹۵                | ۱۵:۴۱:۲۱                          | جزئی   | 64.6N 98.5E              | 1.5095  | 0.0353 |            |                         |      |